# Marguerite Courtot
Pour les articles homonymes, voir Courtot.
Marguerite Gabrielle Courtot (20 août 1897 – 28 mai 1986) est une actrice américaine du cinéma muet.

## Biographie
Marguerite Courtot est née à Summit dans le New Jersey d’une famille d’origine française. Elle débute en tant que mannequin enfant puis elle est engagée, dès juin 1912, alors qu’elle n’a que quinze ans, par Kalem Company, apparaissant en 1913 dans The Riddle of the Tin Soldier, aux côtés de la vedette, Alice Joyce et Harry F. Millarde, qui débute seulement sa carrière (il devient réalisateur trois ans plus tard). Entre 1913 et 1916, Marguerite Courtot tourne dans 37 films pour la Kalem, tenant même le premier rôle dans Les Aventures de Marguerite, un sérial de 16 épisodes, réalisé par le Canadien Harry Edwards.

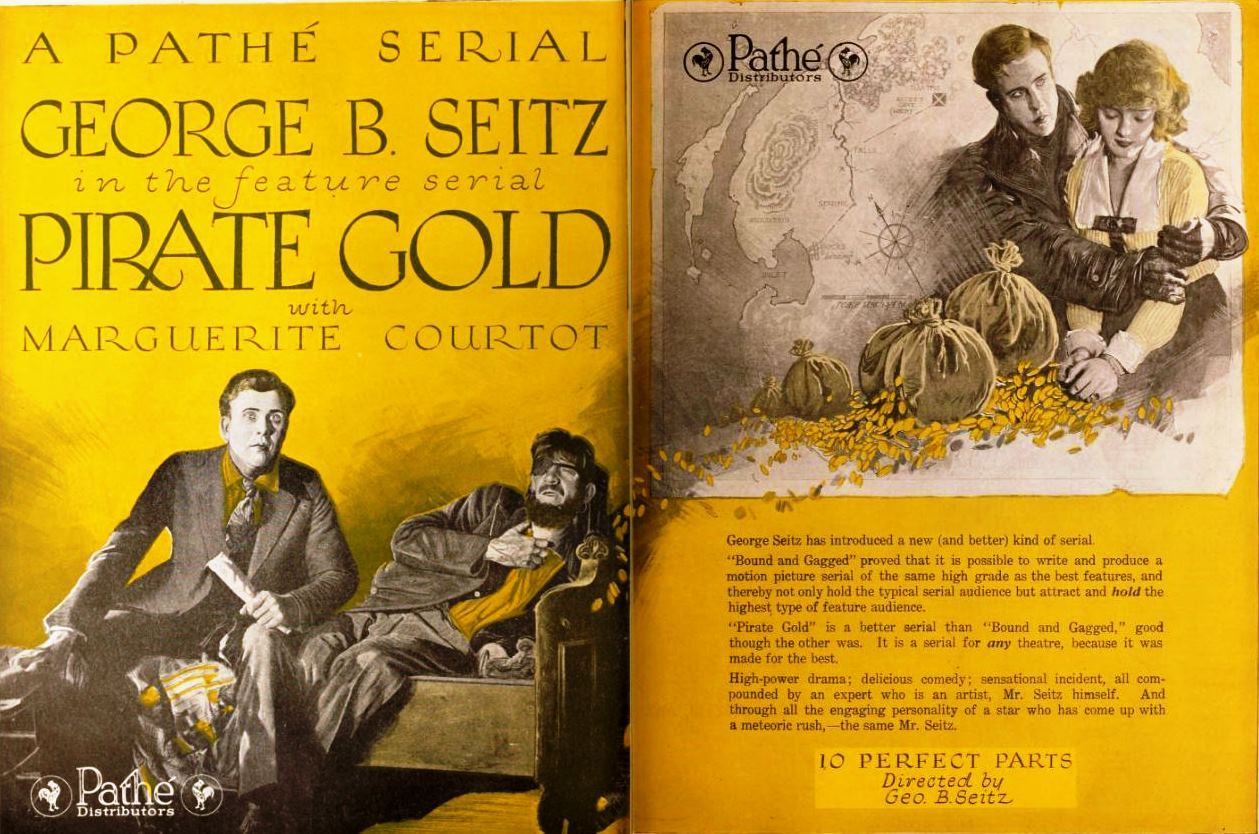
Publicité pour L'Or du pirate (série, 1920).

Lorsque la Kalem fusionne avec Vitagraph Studios au sein de la Vitagraph Company of America, Marguerite Courtot est engagée comme Star par Gaumont Pictures pour le film The Dead Alive, que dirige Henry J. Vernot. Après plusieurs films pour le producteur Jesse L. Lasky, Marguerite Courtot choisit, durant toute l’année 1918, de mettre sa célébrité au service de l’effort de guerre américain en Europe. À la fin de la Première Guerre mondiale, elle  rejoint les studios, cette fois pour Pathé. Parallèlement à sa carrière de star, elle n’hésite pas à apparaître dans des rôles secondaires, par exemple en 1921 dans les sérials, The Sky Ranger, réalisé par George B. Seitz avec June Caprice en tête d'affiche et The Yellow Arm, réalisé par Bertram Millhauser avec en vedette Juanita Hansen.
 
En 1922, au cours du tournage du Harpon, le film qui s’avère le plus important de sa carrière, Marguerite Courtot noue une relation amoureuse avec son partenaire, Raymond McKee. Les deux comédiens se marient le 23 avril 1923, et la jeune femme, après avoir mené à terme deux autres films, met volontairement un point final à sa carrière cinématographique pour se consacrer à fonder une famille avec McKee et élever des enfants. Leur union dure ainsi pendant plus de soixante années. Son mari décède en 1984 et elle meurt deux ans plus tard à Long Beach (Californie). Ils sont enterrés côte à côte au cimetière militaire de Riverside en Californie.

## Filmographie partielle
- 1913 : The Vampire
- 1914 : A Celebrated Case
- 1918 : Le Sceptique (The Unbeliever) d'Alan Crosland
- 1919 : The Perfect Lover
- 1919 : Bound and Gagged (sérial)
- 1919 : The Undercurrent de Wilfrid North
- 1919 : Les Dents du tigre (The Teeth of the Tiger) de Chester Withey
- 1920 : Pirate Gold (sérial)
- 1920 : Velvet Fingers
- 1920 : Rogues and Romance
- 1921 : Les Rôdeurs de l'air (The Sky Ranger)
- 1922 : Beyond the Rainbow
- 1922 : Le Harpon (Down to the Sea in Ships) d'Elmer Clifton
- 1923 : Malgré la honte (The Steadfast Heart)

## Source de la traduction
- (en) Cet article est partiellement ou en totalité issu de l’article de Wikipédia en anglais intitulé « Marguerite Courtot » (voir la liste des auteurs).